# La Reine Marianne d'Autriche (Vélasquez, Madrid)
Pour l’article homonyme, voir La Reine Marianne d'Autriche.
La reine Marie-Anne d'Autriche est une huile sur toile de Diego Vélasquez réalisée entre 1652 et 1653. Elle intégra le musée du Prado en 1845. Une réplique de cette toile envoyée à Vienne est actuellement exposée au Musée du Louvre.

## Description
La toile représente Marie-Anne d'Autriche, nièce et épouse de Philippe IV d'Espagne, vêtue avec d'un costume noir décoré d'argent duquel se détachent les nœuds rouges des poignets, couleur qui est également présente sur la perruque et dans les plumes qui la décorent.

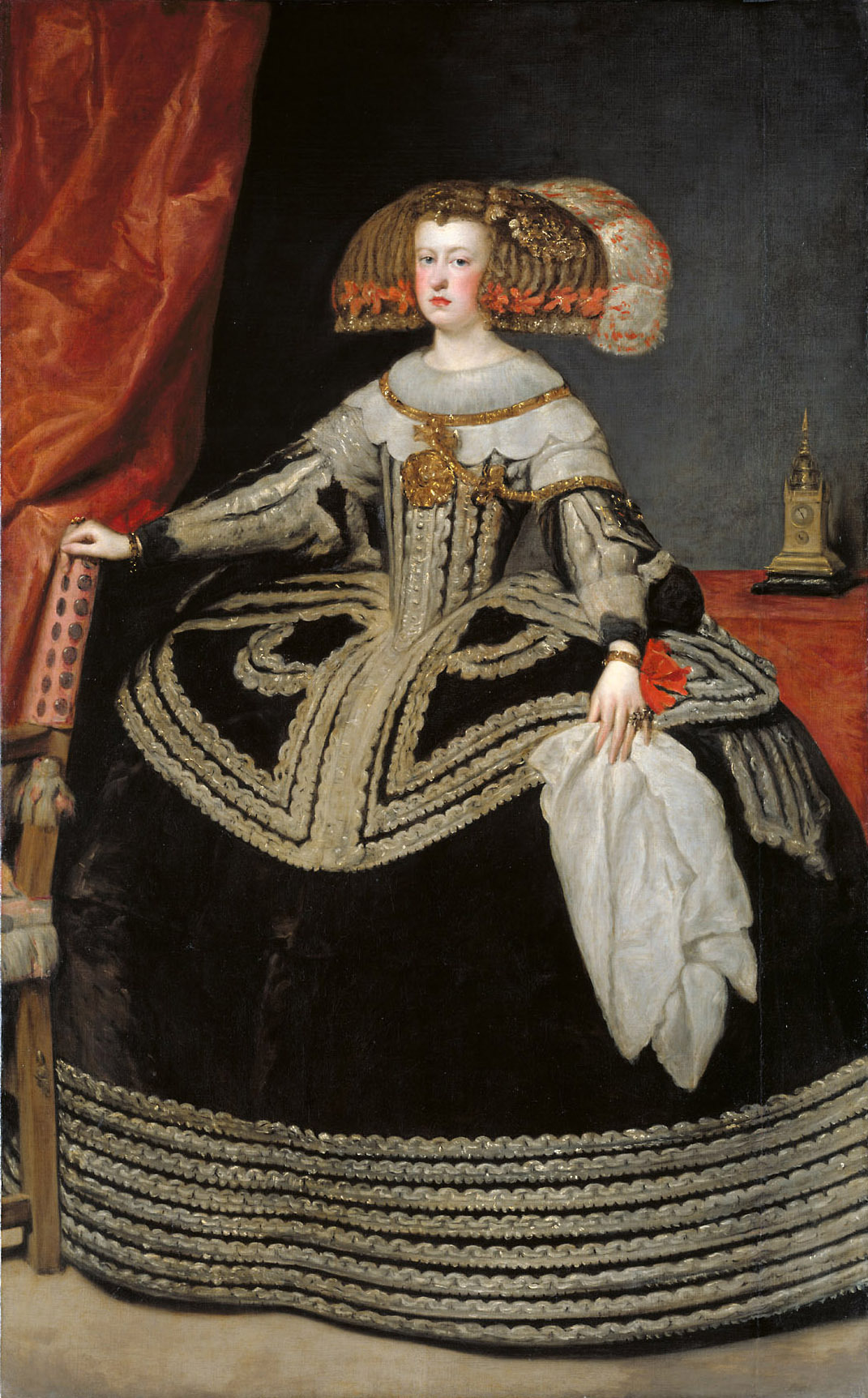
Version de la toile conservée au musée du Louvre.

La main droite de la reine s'appuie sur le dossier d'un fauteuil sur lequel apparaît un rideau cramoisi qui est tendu de façon à couvrir la partie supérieure de la toile (il est simplement tombant dans la toile du Louvre). Dans la main droite, elle tient un grand mouchoir blanc. Derrière la reine se trouve un réveil doré en forme de tour.